# 布克沙尼鄉 (久爾久縣)

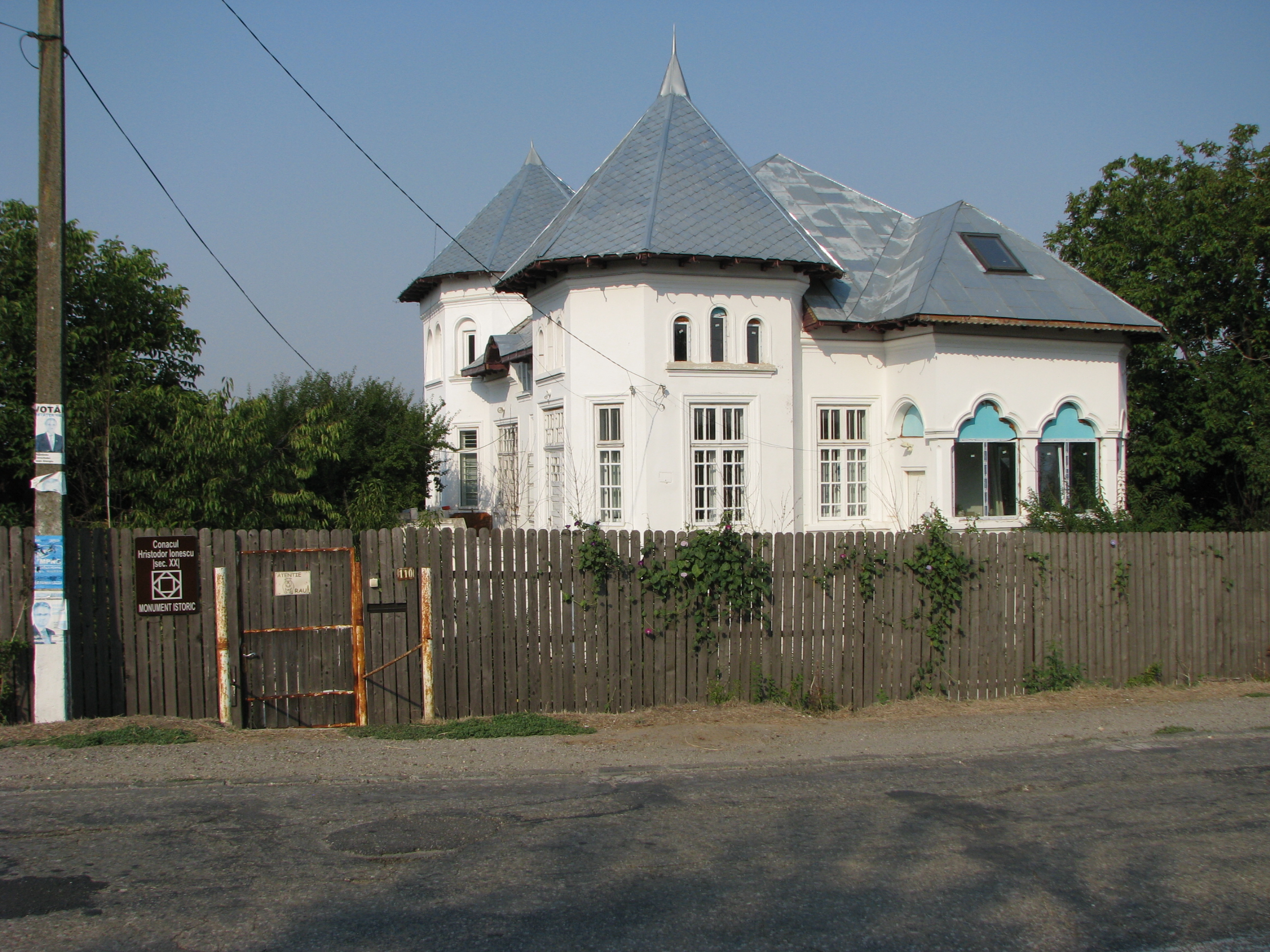

44°20′41″N 25°40′20″E / 44.34472°N 25.67222°E
布克沙尼鄉（羅馬尼亞語：Comuna Bucșani, Giurgiu），是羅馬尼亞的鄉份，位於該國南部，由久爾久縣負責管轄，面積87平方公里，海拔高度101米，2007年人口3,784，人口密度每平方公里44人。